# Weißenborn (Hesja)
Weißenborn – miejscowość i gmina w Niemczech, w kraju związkowym Hesja, w rejencji Kassel, w powiecie Werra-Meißner.

## Współpraca
Miejscowość partnerska:
- Hesseneck, Hesja